# Norman Mailer
Ne doit pas être confondu avec Michael Mailer.
Œuvres principales
- Le Chant du bourreau[1]
- Les Nus et les Morts

Norman Kingsley Mailer ou Norman Mailer, nom de plume de Nachem Malech Mailer, né le 31 janvier 1923 à Long Branch (New Jersey) et mort le 10 novembre 2007 à New York (État de New York), est un écrivain américain, un scénariste, un réalisateur et un acteur de cinéma.
Il est considéré comme un représentant avec Truman Capote, Joan Didion, Hunter S. Thompson et Tom Wolfe de la « non-fiction créative » ou du « Nouveau journalisme », un genre qui utilise le style et les procédés de la fiction littéraire dans le journalisme factuel. Il commente et critique son époque, exprimant ses opinions à travers ses romans, ses fréquents articles dans la presse et ses essais. En 1955, avec trois autres personnes, il fonde l'hebdomadaire à vocation artistique et politique The Village Voice.

## Biographie

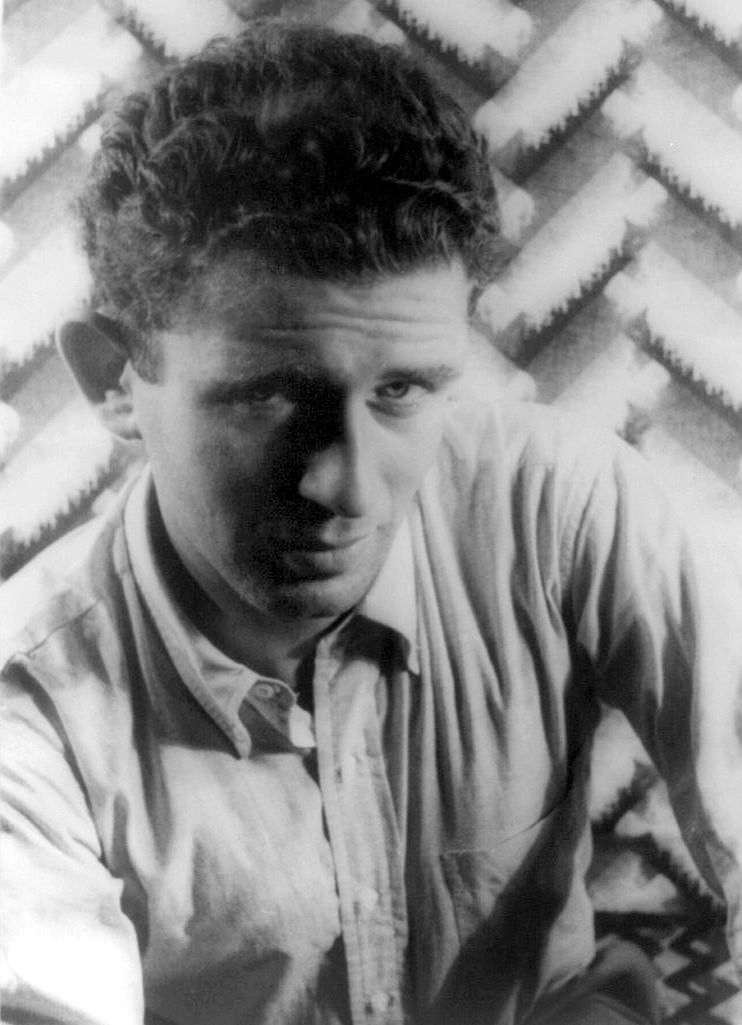
Norman Mailer photographié par Carl van Vechten, 1948

Fils d'Isaac Barnett Mailer, un comptable juif originaire d'Afrique du Sud, et de Fanny Schneider, gestionnaire d'une agence de femmes de ménage, Norman Kingsley Mailer grandit à Crown Heights, dans le quartier de Brooklyn (New York). Il entre à l'université Harvard en 1939 où il étudie l'ingénierie aéronautique. Il en sortira titulaire d'un titre de Bachelor of arts cum laude et s'y découvre un intérêt pour l'écriture, publiant sa première histoire à dix-huit ans. Norman Mailer fut enrôlé dans l'armée américaine début 1944. Sa participation à la Seconde Guerre mondiale dans le Pacifique Sud, aux Philippines, fut lointaine (il termina son engagement comme cuisinier au Japon).

### Œuvre littéraire
En 1948, juste avant d'entrer à la Sorbonne à Paris, il écrit Les Nus et les Morts (The Naked and the Dead). Ce livre, basé sur son expérience de la guerre dans le Pacifique, raconte l'histoire d'un peloton de treize soldats combattants sur un atoll japonais. Il permit à son auteur d'accéder à la célébrité. Mailer dira plus tard, à propos de ce livre : Une part de moi pensait que c'était probablement le plus grand livre depuis Guerre et Paix.  Une autre part pensait aussi : « je ne connais rien à l'écriture. Je suis pratiquement un imposteur ».[réf. nécessaire] L’ouvrage est adapté au cinéma en 1958 sous le même titre par Raoul Walsh.
Les années suivantes, Norman Mailer écrit des scripts pour Hollywood qui sont pour la plupart refusés.
Il publie en 1955 Le Parc aux cerfs, d'abord refusé par son éditeur Rinehart & Company (en), pour obscénité. Mailer livre dans ce roman sa vision des mœurs hollywoodiennes (le titre est une référence au quartier de Versailles où Mme de Pompadour logeait les maîtresses de Louis XV). Vers le milieu des années 1950, tenté par le marxisme et l'athéisme, il devient un célèbre écrivain « anti-establishment » et libertaire. Dans The White Negro: Superficial Reflections on the Hipster, sorti en 1956, puis Advertisements for Myself (1959), il traite de la violence, de l'hystérie, des crimes et du désarroi de la société américaine. Son œuvre, partagée entre un réalisme hérité de John Dos Passos et une écriture journalistique proche d'Ernest Hemingway, se veut la conscience en éveil des injustices du temps, des débordements politiques américains et des drames qui en découlent. Aussi, tente-t-elle d'étudier, de manière souvent provocatrice, les névroses et les pathologies d'une société occidentale constamment en crise de valeurs. Il a été l'un des emblèmes de l'opposition à la guerre du Viêt Nam dans les années 1960 et 1970, cause pour laquelle il fut emprisonné. Il fut candidat à la mairie de New York en 1969.
Norman Mailer est aussi connu comme biographe, il a par exemple écrit sur Marilyn Monroe, sur Pablo Picasso et sur Lee Harvey Oswald. Il fut aussi acteur (Ragtime de Miloš Forman en 1982 ; King Lear de Jean-Luc Godard en 2002) et réalisateur (Wild 90 en 1967,  Au-dessus des lois en 1968 et Maidstone en 1969). Les vrais durs ne dansent pas, avec Isabella Rossellini et Ryan O'Neal, adapté d'un de ses romans, fut sélectionné au Festival de Cannes en 1986. Il s'était marié six fois et a eu neuf enfants (dont un adopté avec sa dernière épouse). En 1960, il agresse à coups de canif son épouse, Adele, lors d'une fête. Elle ne portera pas plainte contre Mailer mais ce dernier passe trois semaines dans un hôpital psychiatrique.
L'écrivain-journaliste est un habitué des récompenses : il a reçu aux États-Unis le prix Pulitzer pour Les Armées de la nuit en 1969, et le prix Pulitzer de la Fiction en 1980, pour Le Chant du bourreau avant de recevoir, en 1983, l'insigne de commandeur de l'ordre des Arts et des Lettres de la part de la France et le 3 mars 2006, la Légion d'honneur des mains de l'ambassadeur de France aux États-Unis.
Sous la présidence de George W. Bush, il s'affirme comme un opposant, « le pire président que j'aie vu », proclame-t-il, et il publie un livre avec le cadet de ses neuf enfants, The Big Empty, un dialogue intergénérationnel sur la politique, la religion, le sport, la culture, les femmes. Son ouvrage Un château en forêt (2007) revient sur la jeunesse d'Adolf Hitler, dont il donne une interprétation entre la psychanalyse et la métaphysique. 

### Mort
Norman Mailer meurt le 10 novembre 2007 à New York, à l'hôpital Mount Sinaï, des suites d'une insuffisance rénale,.

## Œuvres

### Romans
- 1948 : Les Nus et les  Morts (The Naked and the Dead), traduction française de Jean Malaquais, avec une préface d'André Maurois, Albin Michel, 1950, FRBNF32408977.
- 1951 : Rivage de Barbarie (Barbary Shore), traduction française de Claude Elsen et Bernard Heuvelmans, La Table ronde, 1952, FRBNF32408979.
- 1955 : Le Parc aux cerfs (The Deer Park), traduction française de Claude Elsen, Presses de la Cité, 1956, FRBNF32408978
- 1966 : Un rêve américain (An American Dream), traduction française de  Pierre Alien, Grasset, 1967, FRBNF33086818
- 1967 : Pourquoi sommes-nous au Vietnam ? (Why Are We in Vietnam?), traduction française de  Maurice Pons et Anne-Marie Le Gall, Grasset, 1968, FRBNF37505922.
- 1980 : Mémoires imaginaires de Marilyn (Of Women and Their Elegance).
- 1983 : Nuits des temps (Ancient Evenings).
- 1984 : Les vrais durs ne dansent pas (Tough Guys Don't Dance).
- 1992 : Harlot et son fantôme (Harlot's Ghost).
- 1998 : L'Évangile selon le fils (The Gospel According to the Son).
- 2007 : Un château en forêt (The Castle in the Forest).

### Récits de non-fiction (Nouveau journalisme)
- 1968 : Les Armées de la nuit (The Armies of the Night).
- 1968 : Miami and the Siege of Chicago, An Informal History of the Republican and Democratic Conventions of 1968.
- 1970 : Bivouac sur la lune (Of a Fire on the Moon)
- 1975 : Le Combat du siècle (King of the Hill: Norman Mailer on the Fight' of the Century').
- 1979 : Le Chant du bourreau (The Executioner's Song).

### Recueils de nouvelles
- 1959 : Publicités pour moi-même (Advertisements for Myself), traduction française de  Gérald Arnaud, postface de James Baldwin, Arléa, 1989.
- 1974 : Un caillou au paradis et autres nouvelles (nouvelles choisis dans The Short Fictions of Norman Mailer & Advertisements for Myself).

### Biographies et essais
- 1956 : The White Negro: Superficial Reflections on the Hipster
- 1963 : The Presidential Papers
- 1966 : Cannibals and Christians
- 1971 : Prisonnier du sexe (The Prisoner of Sex)
- 1972 : St. George and The Godfather
- 1974 : Graffiti de New York (The Faith of Graffiti) avec Mervyn Kulanski et Jon Naar
- 1974 : Marilyn - une biographie (Marilyn: A Biography)
- 1980 : Of a Small and Modest Malignancy, Wicked and Bristling with Dots
- 1982 : Morceaux de bravoure (Pieces and Pontifications)
- 1995 : Oswald. Un mystère américain (Oswald's Tale: An American Mystery)
- 1999 : L’Amérique. Essais, reportages, ruminations (The Time of Our Time)
- 2003 : Pourquoi sommes-nous en guerre ? (Why Are We At War?)
- 2003 : The Spooky Art: Some Thoughts on Writing
- 2004 : Portrait de Picasso en jeune homme (Portrait of Picasso as a Young Man: An Interpretive Biography)
- 2006 : The Big Empty: Dialogues on Politics, Sex, God, Boxing, Morality, Myth, Poker and Bad Conscience in America
- 2007 : On God: An Uncommon Conversation
- 2008 : Correspondance 1949-1986, Norman Mailer - Jean Malaquais
- 2009 : MoonFire: La Prodigieuse aventure d’Apollo 11 (MoonFire: The Epic Journey of Apollo 11), extraits du roman Bivouac sur la lune et photos d’archives

## Filmographie

### Acteur
- 1967 : Wild 90
- 1968 : Au-dessus des lois (Beyond the Law)
- 1969 : Maidstone
- 1981 : Ragtime de Miloš Forman
- 1987 : King Lear de Jean-Luc Godard
- 1996 : When We Were Kings (interviewé)
- 1999 : Cremaster 2 de Matthew Barney
- 2005 : Gilmore Girls (saison 5 épisode 6) (lui-même)

### Scénariste
- 1958 : Les Nus et les Morts (coscénariste)

### Réalisateur
- 1967 : Wild 90
- 1968 : Au-dessus des lois (Beyond the Law)
- 1969 : Maidstone
- 1986 : Les vrais durs ne dansent pas

## Prix et distinctions notables
- 1969 : Prix Pulitzer pour Les Armées de la nuit
- 1969 : National Book Award de la meilleure œuvre de non fiction pour Les Armées de la nuit
- 1980 : Prix Pulitzer pour Le Chant du bourreau
- 2001 : Grand prix Metropolis bleu
- 2005 : National Book Award pour l'ensemble de son œuvre